# Festival d'Angoulême 2016
Le 43e festival international de la bande dessinée d'Angoulême s'est tenu du 28 janvier au 31 janvier 2016. 
Vainqueur du Grand prix l'année précédente, Katsuhiro Ōtomo préside cette édition dont il a réalisé l'affiche.
Le Grand prix est attribué à Hermann qui préside l'édition 2017.

## Affiche

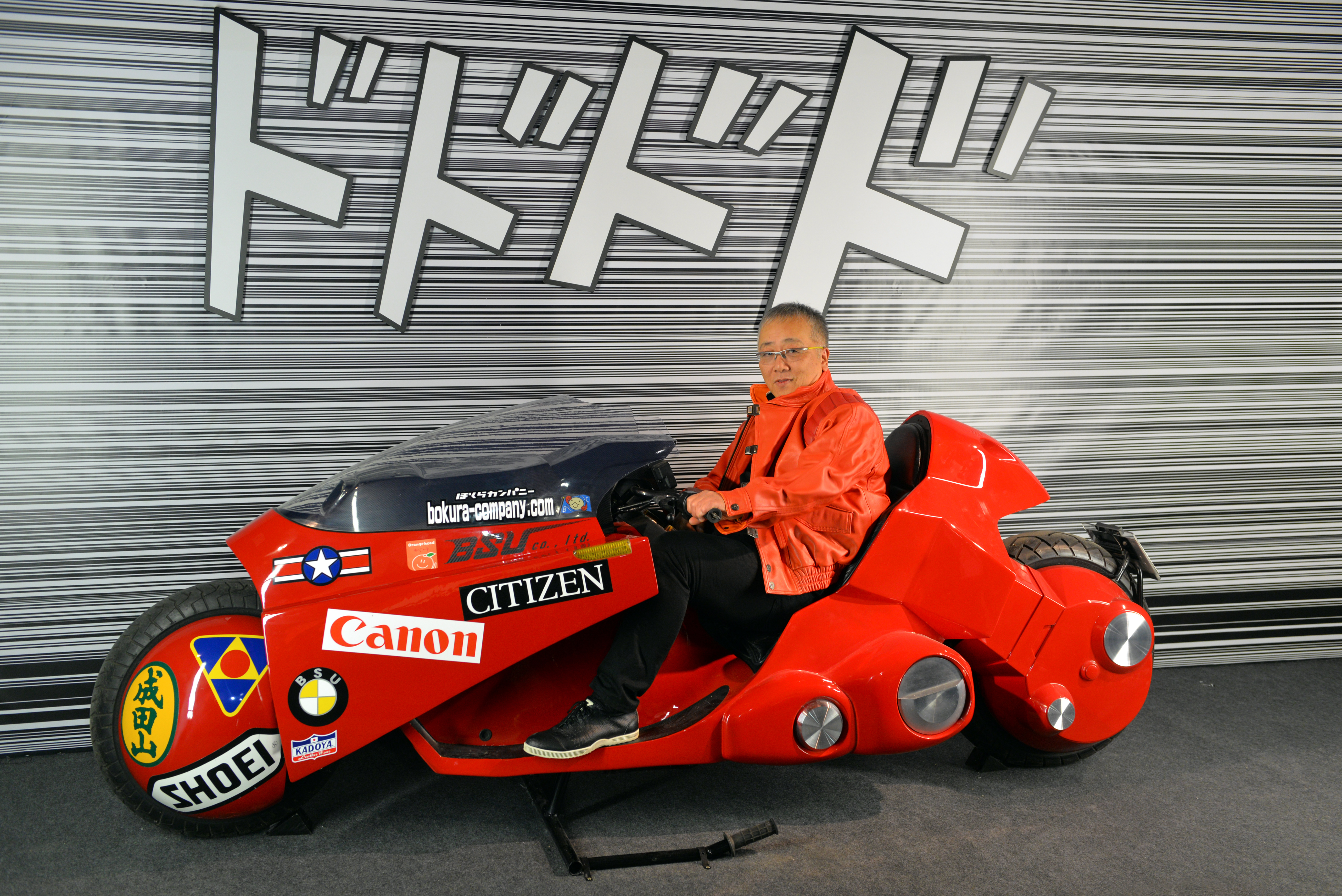
Katsuhiro Otomo chevauchant la moto de son personnage Kaneda Shotaro.

Katsuhiro Ōtomo a réalisé une affiche représentant un paysage japonais au lavis monochrome, notamment inspiré par l'œuvre du peintre Uragami Gyokudō de l'école Nanga. Au pied de la montagne, l'auteur se représente, minuscule, penché à sa table de travail et à proximité de la moto rouge qu'il a dessiné pour le personnage de Kaneda dans Akira, son plus célèbre manga. Outre cette référence personnelle, Ōtomo rend hommage à deux créateurs européens : Hergé et Moebius. En effet, la silhouette de Tintin se profile derrière les montagnes quand Arzach chevauche son "ptéroïde" dans les airs. Enfin, Ōtomo écrit "Festival international de la bande dessinée Angoulême" en calligraphie japonaise tout comme sa signature complétée du cachet de l'auteur, aussi rouge que la moto.

## Palmarès

### Grand prix de la ville d'Angoulême
En 2016, le mode de désignation du Grand prix de la ville d'Angoulême, principal prix personnel de la bande dessinée d'Europe, a une nouvelle fois changé. Originellement, il devait suivre le modèle établi en 2014 d'un vote des auteurs de bande dessinée publiés à compte d'éditeur en français à partir d'une liste d'auteurs fournies par l'organisation. L'absence de femmes dans la première version de cette liste, pourtant élargie par rapport à 2015, soulève une polémique qui conduit l'organisation, après quelques hésitations, à annoncer le 7 janvier la suppression de la liste et la possibilité pour les auteurs accrédités de voter pour trois noms de leur choix, hors auteurs déjà lauréats du Grand prix ou d'un prix spécial.

#### Remise du Grand prix
Le résultat du premier tour est annoncé le 20 janvier par les organisateurs. Les trois noms les plus fréquemment cités par leurs pairs sont, dans l'ordre alphabétique, Hermann, Alan Moore et Claire Wendling. Les deux premiers noms figuraient déjà dans le trio de tête en 2015 alors que le nom de Claire Wendling n'avait pas été retenu sur les deux listes proposées aux auteurs avant l'annonce du vote libre.
Le Grand prix, remis lors de la cérémonie d'ouverture du festival qui s'est tenue en présence d'élus locaux dans la nouvelle médiathèque d'Angoulême, a finalement été décerné à Hermann qui a reçu le trophée des mains de Katsuhiro Otomo.

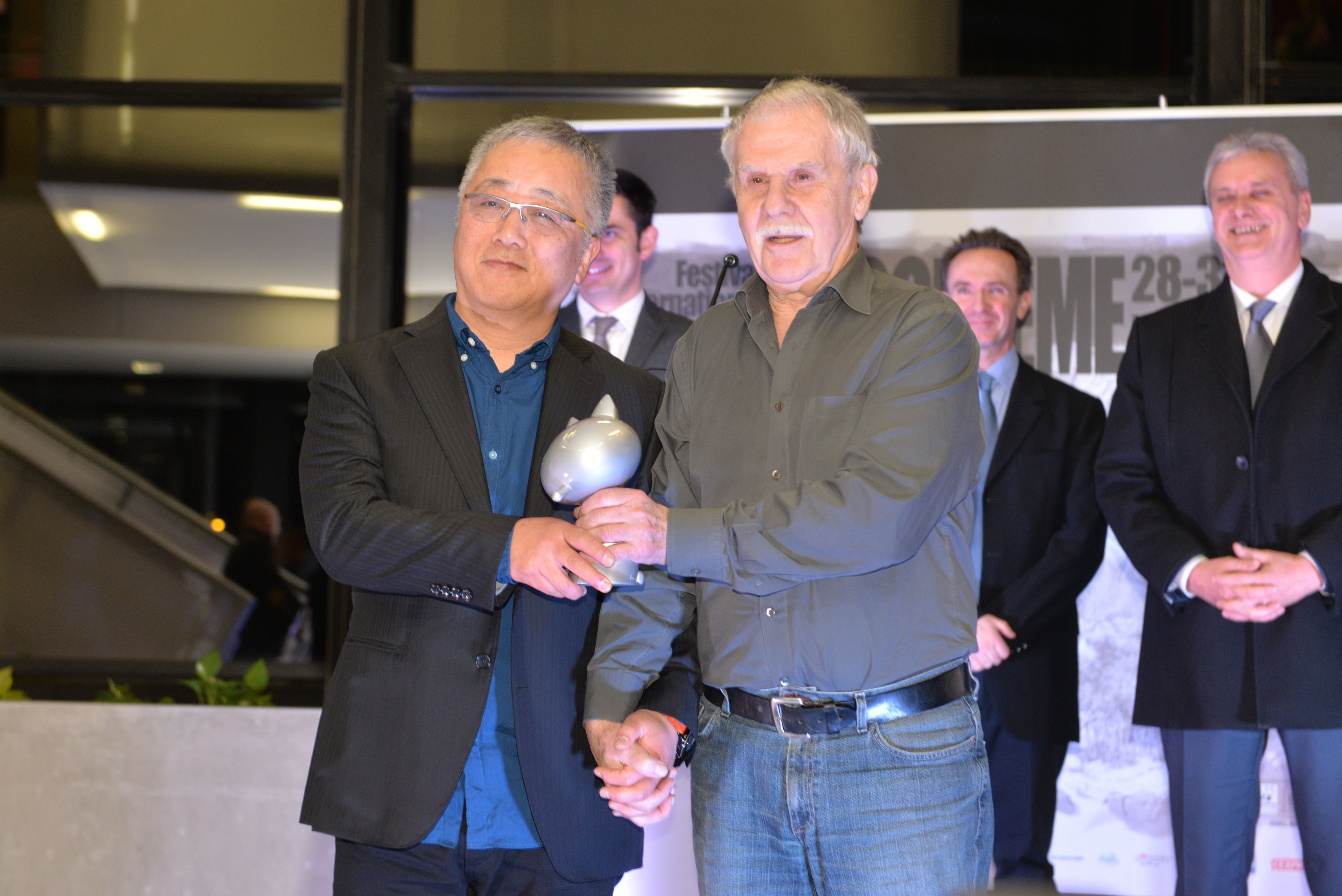
Katsuhiro Otomo remettant le Grand prix à Hermann.
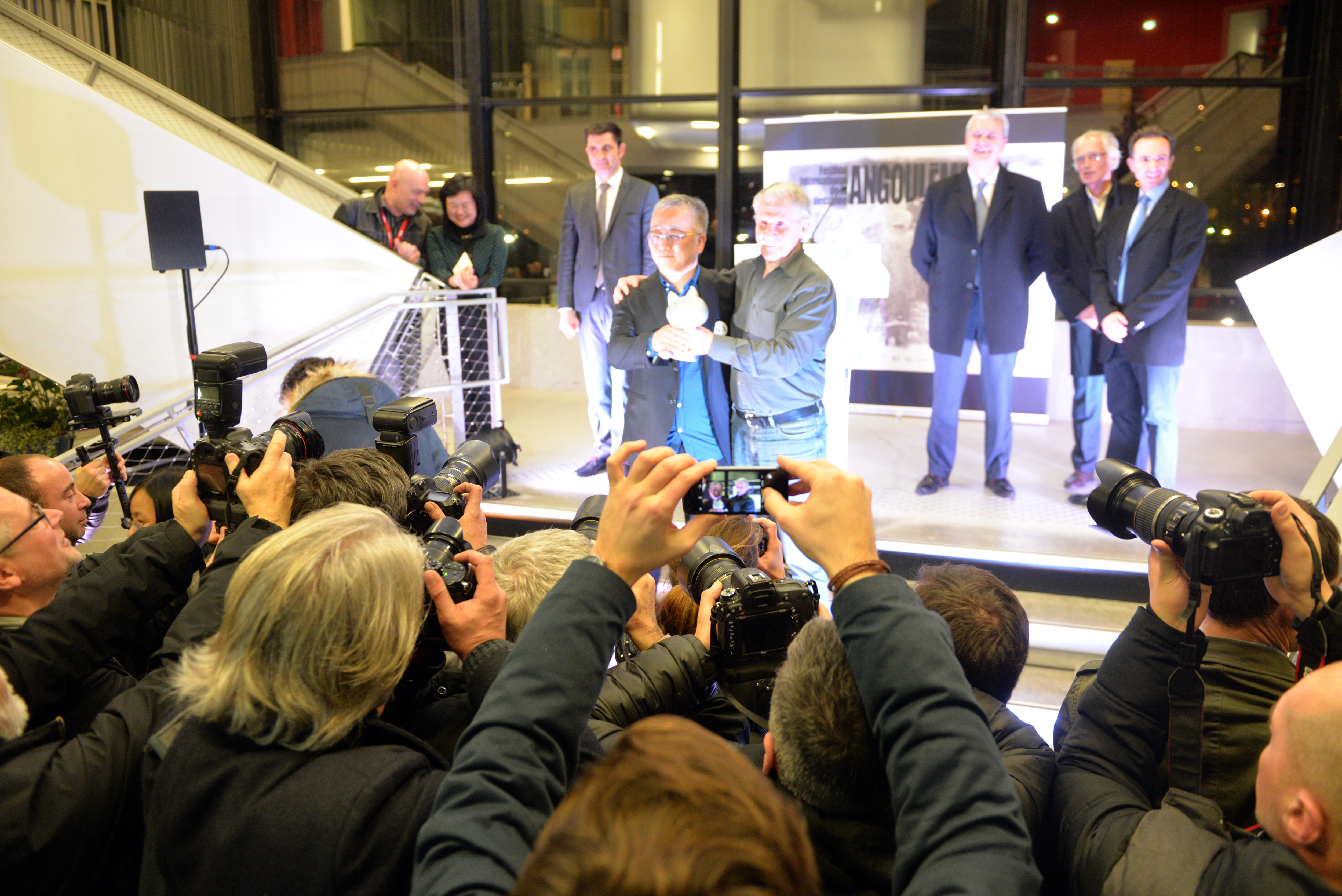
Photo-call.
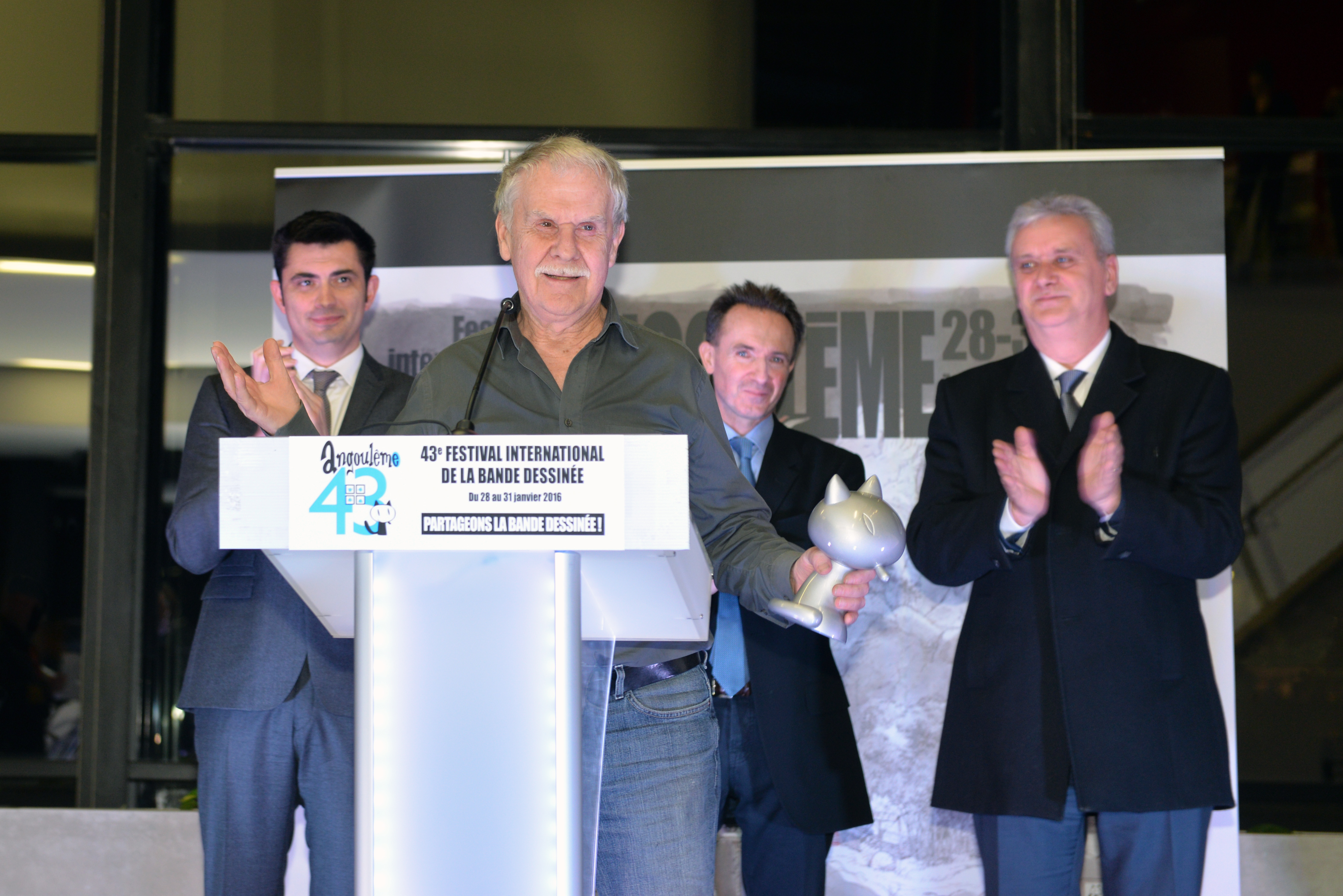
Discours de remerciement.
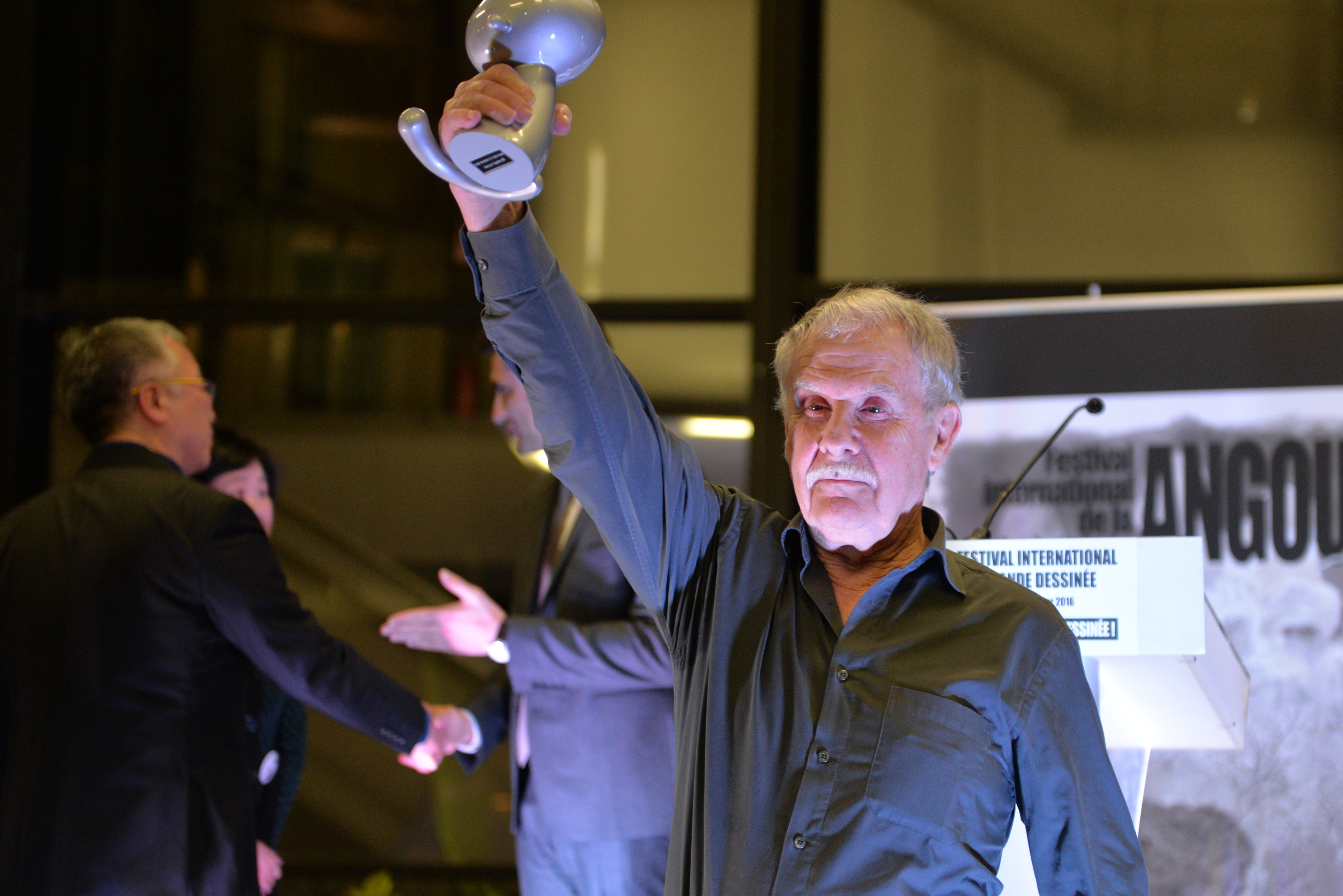
Hermann brandissant le trophée.
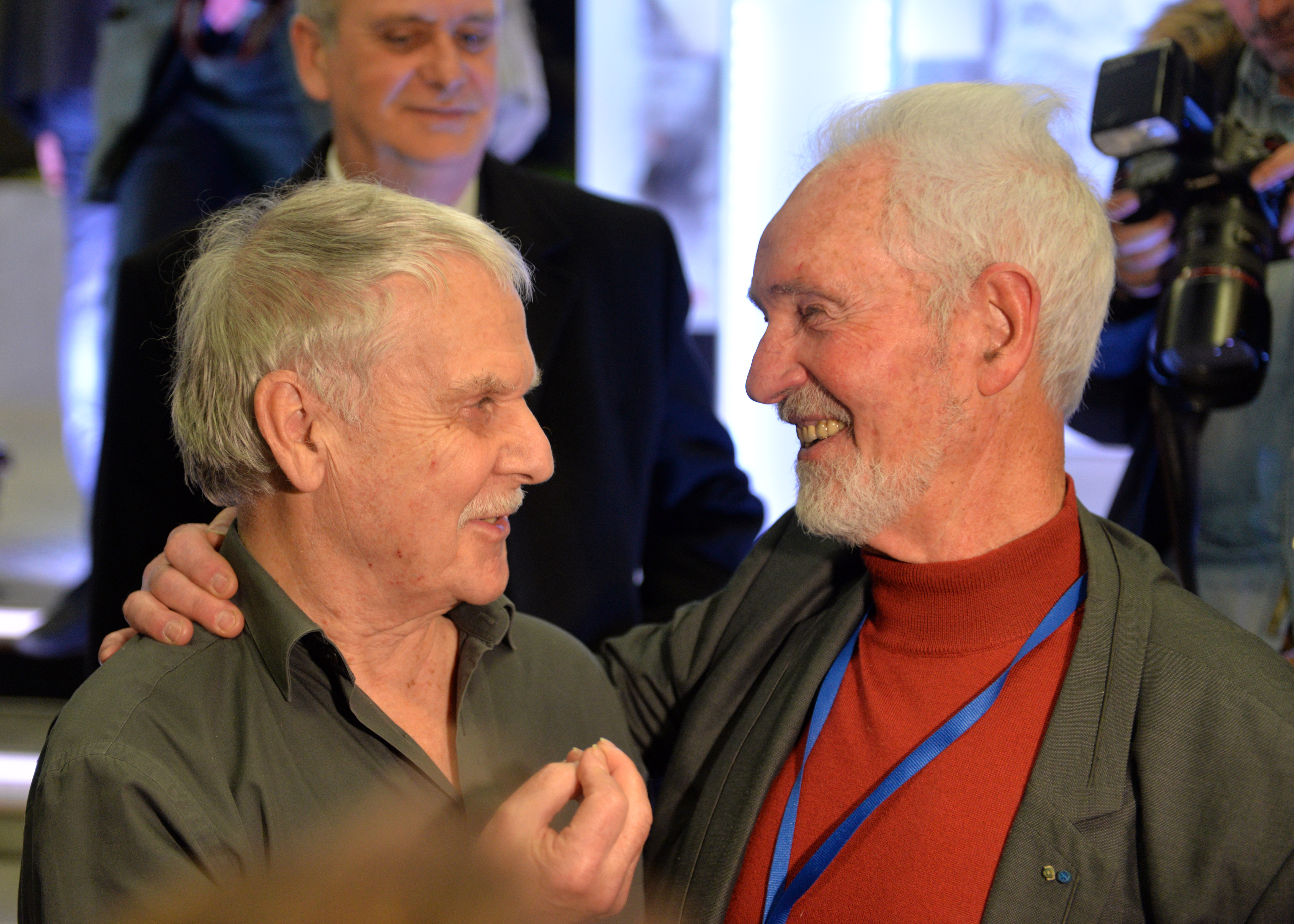
Hermann remerciant Francis Groux, l'un des fondateurs du festival.

### Prix officiels

#### Palmarès officiel (Fauves d'Angoulême)

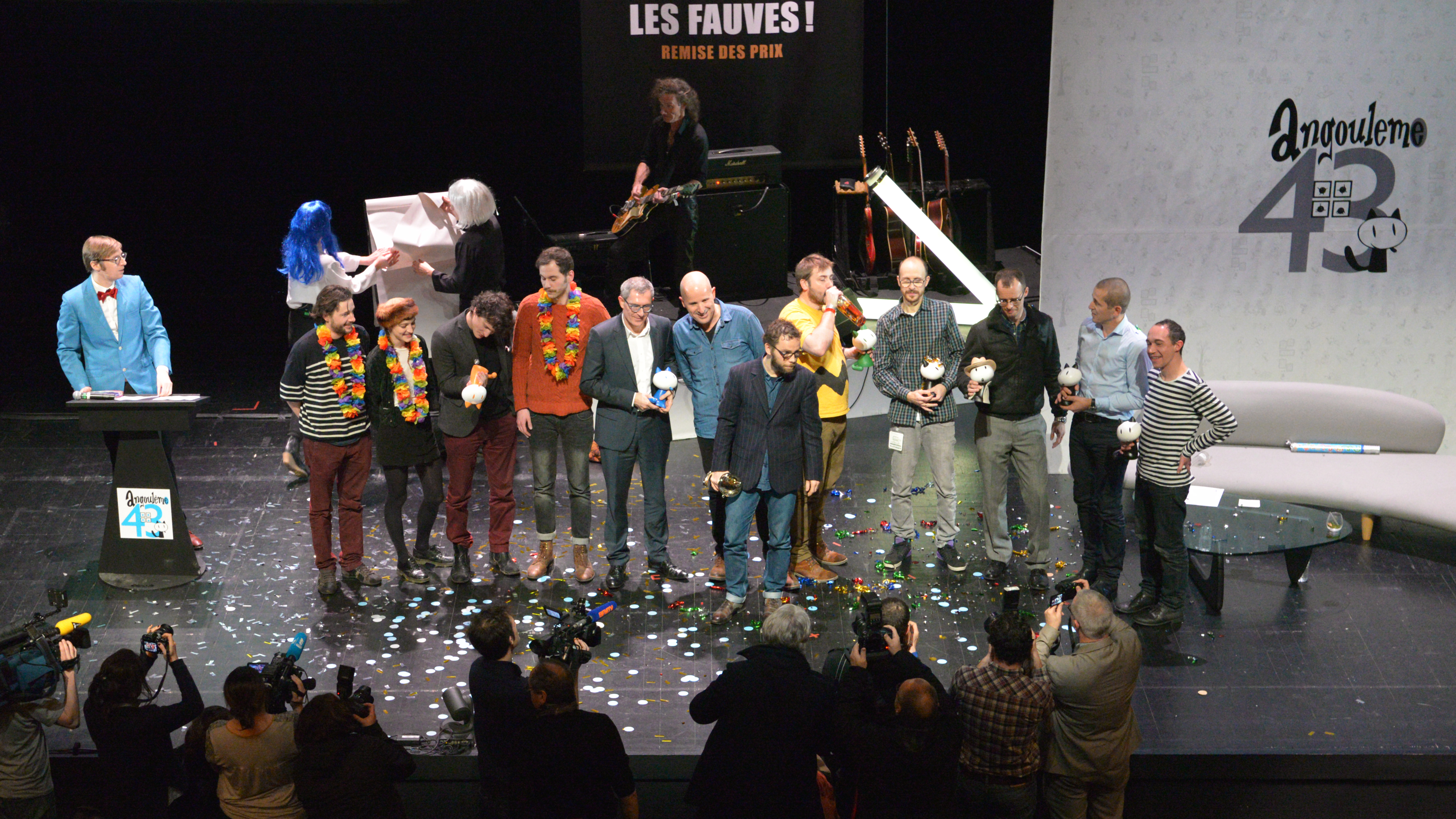
Les lauréats réunis à la fin de la cérémonie.

Le palmarès dévoilé le samedi récompense par le Fauve d'or l'américain Richard McGuire qui n'était pas présent au festival : 
- Fauve d'or : Ici, Richard McGuire
- Prix spécial du jury : Carnet de santé foireuse, Pozla
- Prix de la série : Miss Marvel, t. 1, G. Willow Wilson et Adrian Alphona
- Prix révélation : Une étoile tranquille - Portrait sentimental de Primo Levi, Pietro Scarnera
- Prix du patrimoine : Vater und Sohn, e.o.plauen
- Prix du public Cultura : Cher pays de notre enfance : Enquête sur les années de plomb de la Ve République, Etienne Davodeau et Benoît Collombat
- Prix Jeunesse : Le Grand Méchant Renard, Benjamin Renner
- Fauve Polar SNCF : Tungstène, Marcello Quintanilha[7]
- Prix de la bande dessinée alternative : Laurence 666, Mauvaise Foi éditions, Lyon

#### Grand jury
Le jury 2016 est composé de :
- Antonin Baudry, auteur de Quai d'Orsay, Fauve d’Or 2013, président du Grand Jury
- Laurent Binet, écrivain, prix Interallié 2015
- Nicole Brenez, professeure en études cinématographiques et programmatrice à la Cinémathèque française
- Philippe Collin, journaliste à France Inter et Arte
- Véronique Giuge, libraire de la librairie Album à Paris
- Hamé, réalisateur et membre du groupe de rap La Rumeur
- Matt Madden, auteur.

#### Compétition officielle
L'ensemble des sélections - officielle, jeunesse, patrimoine et polar - compte soixante-deux albums.

##### Sélection officielle
La sélection officielle compte quarante albums,,.
| - Ajin, de Gamon Sakurai et Tsuina Miura, Glénat - Allo, Dr Laura ? - Mémoires graphiques, de Nicole J. Georges, Cambourakis - L'Arabe du futur 2, de Riad Sattouf, Allary éditions - Arsène Schrauwen, de Olivier Schrauwen, L'Association - Carnet de santé foireuse, de Pozla, Delcourt - Catharsis, de Luz, Futuropolis - Cher pays de notre enfance de Benoît Collombat et Étienne Davodeau, Futuropolis - Chiisakobé, de Minetarō Mochizuki, Le Lézard noir - Combats de Daniel Goossens, Fluide Glacial - Doctors, Dash Shaw, Çà et là - En temps de guerre, de Delphine Panique, Misma - Esprits des morts et autres récits d'Edgar Allan Poe, Richard Corben, Delirium - Est-ce qu'on pourrait parler d'autre chose ?, Roz Chast, Gallimard - Une étoile tranquille - Portrait sentimental de Primo Levi, Pietro Scarnera, Rackham - La Favorite, Matthias Lehmann, Actes Sud BD - La Fille de la plage, Inio Asano, IMHO - Fin, Anders Nilsen, Atrabile - Hans Fallada - Vie et mort du buveur, Jakob Hinrichs, Denoël Graphic - Hiver rouge, Anneli Furmark, Çà et là - Ici, Richard McGuire, Gallimard, Fauve d'or 2016 | - Les Intrus, Adrian Tomine, Cornélius - Joker, Benjamin Adam, La Pastèque - Letter 44, tome 1 - Vitesse de libération, Alberto Jiménez Albuquerque et Charles Soule, Glénat - Megg, Mogg & Owl, tome 2 - Magical Ecstasy Trip, Simon Hanselmann, Misma - Mortelle vinasse, Mai-Li Bernard, The Hoochie Coochie - Murderabilia, Álvaro Ortiz, Rackham - Miss Marvel, G. Willow Wilson et Adrian Alphona, Panini - Nimona, N.D. Stevenson, Dargaud - Outcast, tome 1 - Possession, Paul Azaceta et Robert Kirkman, Delcourt - Un père vertueux, Ludovic Debeurme, Cornélius - Paci, tome 3 - Rwanda, Vincent Perriot et Isabelle Merlet, Dargaud - Le Piano oriental, Zeina Abirached, Casterman - La Renarde, Marine Blandin et Sébastien Chrisostome, Casterman - La République du catch, Nicolas de Crécy, Casterman - Saga, t. 4, de Fiona Staples et Brian K. Vaughan, Urban Comics - Tel qu'en lui-même enfin, Killoffer, L'Association - Tu mourras moins bête, tome 4 - Professeur Moustache étale sa science, Marion Montaigne, Delcourt - Tumultes, Hugues Micol, Cornélius - Unlucky Young Men, Kamui Fujiwara et Eiji Otsuka, Ki-oon - Vive la marée, David Prudhomme et Pascal Rabaté, Futuropolis |

##### Sélection Patrimoine

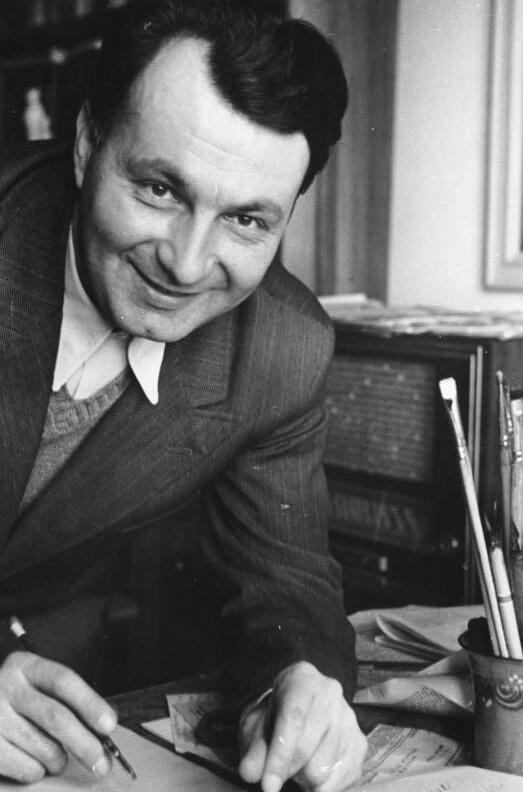
e. o. plauen (1903-1944)

La sélection Patrimoine compte sept albums :
- Barnaby, Crockett Johnson, Actes Sud/L'An 2
- Cette ville te tuera, Yoshihiro Tatsumi, Cornélius
- Hergé - Le feuilleton intégral, tome 11 - 1950-1958, Hergé, Casterman
- L'Homme au landau et autres histoires, Jacques Lob, Cornélius
- La Maison aux insectes, Kazuo Umezu, Le Lézard noir
- Vater und Sohn - Père et Fils, l'intégrale, Erich Ohser alias e. o. plauen, Warum, lauréat du prix
- Simon du Fleuve - Intégrale 1, Claude Auclair, Le Lombard

##### Sélection Jeunesse

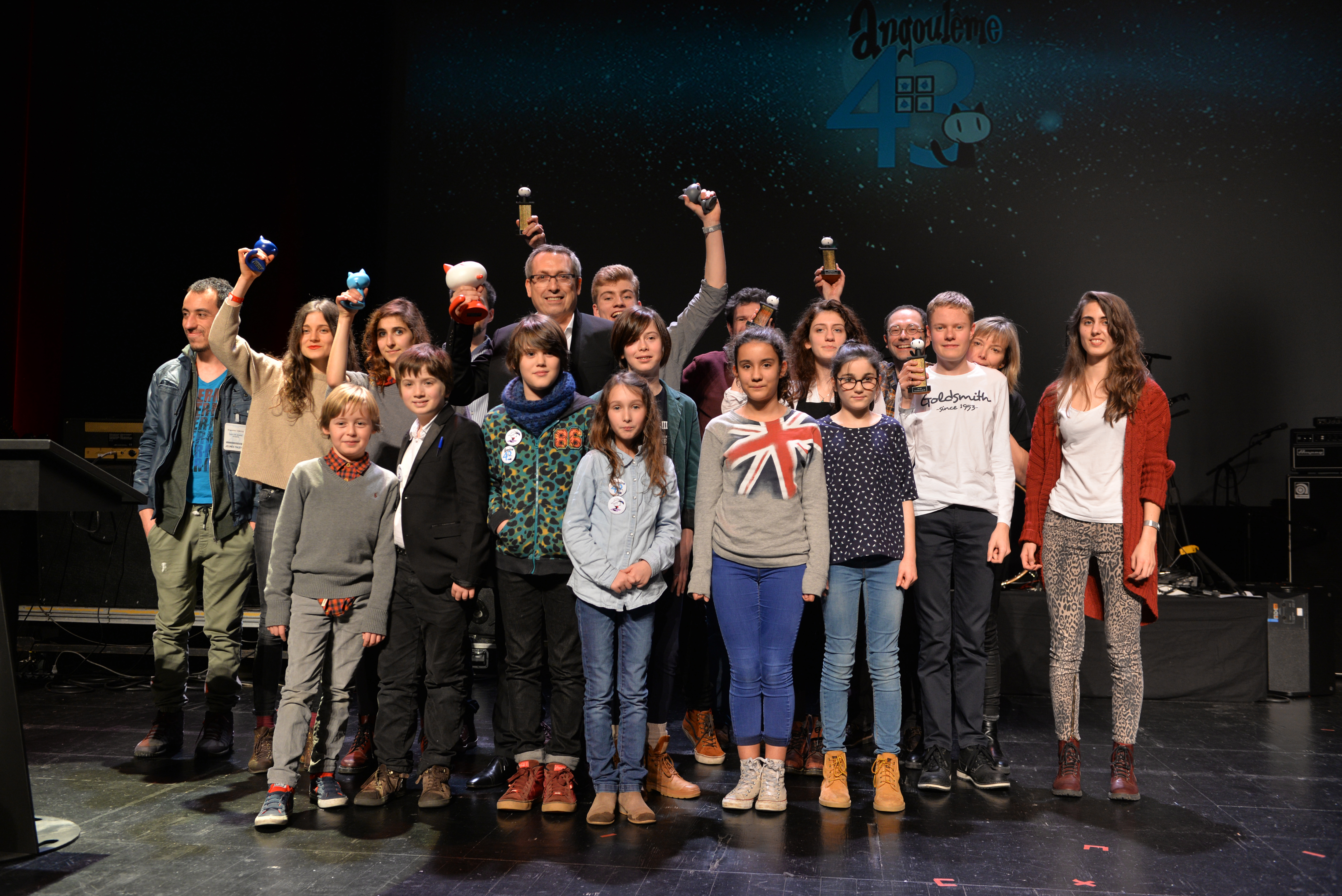
Lauréats des prix scolaire et jeunesse à la cérémonie du jeudi 28 janvier.

La sélection Jeunesse compte dix albums. Le lauréat est choisi par un jury de jeunes lecteurs.
- Alcibiade, Rémi Farnos, La joie de lire
- Dad, tome 1 - Filles à papa, Nob, Dupuis
- Le Grand Méchant Renard, Benjamin Renner, Delcourt. En l'absence de l'auteur, c'est son éditeur, Guy Delcourt, qui est venu chercher le prix.
- Le Jardin de Minuit, Édith, Soleil
- A Silent Voice, Yoshitoki Oima, Ki-oon
- Tempête au haras, Jérémie Moreau et Chris Donner, Rue de Sèvres
- Ulysse Wincoop, tome 1 - Le Dernier des Sioux, Benjamin Bachelier et Marion Festraëts, Gallimard
- Victor et Clint, Marion Duclos, La Boîte à bulles
- Violette autour du monde, tome 1 - Ma tête dans les nuages, Stefano Turconi et Teresa Radice, Dargaud
- L'Insubmersible Walker Bean, Aaron Renier, Sarbacane

##### Sélection Polar SNCF
- Inspecteur Kurokôchi, Kōji Kōno et Takashi Nagasaki, Komikku
- Olympia, Bastien Vivès, Ruppert et Mulot, Dupuis
- Southern Bastards, tome 1 - Ici repose un homme, Jason Latour et Jason Aaron, Urban Comics
- Tungstène, Marcello Quintanilha, Çà et là, lauréat[7]
- Undertaker, tome 1 - Le Mangeur d'or, Ralph Meyer, Xavier Dorison et Caroline Delabie, Dargaud

### Autres prix du festival
Le prix « Couilles au Cul », créé par Yan Lindingre, auteur de bande dessinée et rédacteur en chef du magazine Fluide Glacial, dans le cadre du Festival off d’Angoulême. Ce prix est attribué comme hommage à la bande dessinée et au dessin de presse de résistance à Nadia Khiari, pour son personnage Willis from Tunis, imaginé à la suite de la révolution tunisienne de 2010-2011. Ce prix est créé à la suite de l'annulation du prix « Liberté d'Expression » créé l'année précédente en hommage à Charlie Hebdo et annulé en 2016 pour « raison de sécurité » par l'organisation du festival.
Le prix Tournesol a été remis à Derf Backderf pour Trashed.

## Déroulement du festival

### Disposition

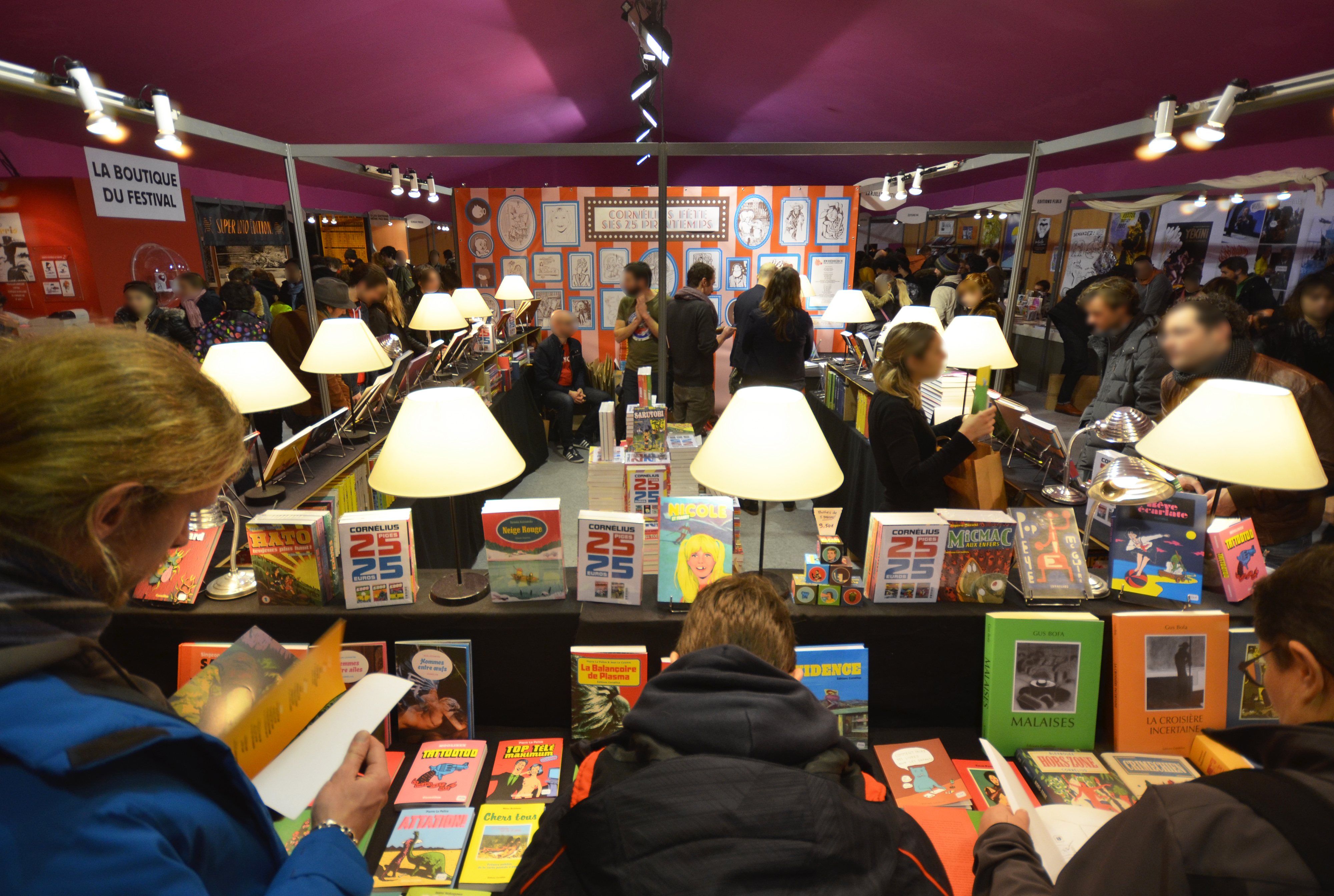
Le stand Cornélius dans le Nouveau Monde.

En dehors des lieux institutionnels d'exposition, la partie commerciale du festival était répartie sur trois grands sites pour les stands des éditeurs : le Monde des Bulles (en deux halls comprenant le Quartier Asie) sur la place du Champ de Mars et dans la rue des Frères Lumière, le Nouveau Monde sur la place New York et l'Espace Para-BD situé près des Halles. Le Marché des Droits et licences réservé aux professionnels se tenait dans la rue Raymond Poincaré.

### Événements
La première édition du Critérium d'Angoulême a eu lieu le samedi 30 janvier, organisé par le Off of Off, Charente libre et Le Lombard à l'initiative de l'auteur Nix. Une trentaine de dessinateurs et de dessinatrices ont parcouru en VTT et sous la pluie la grande montée entre la gare et l'hôtel de ville d'Angoulême. Le vainqueur a gagné un maillot jaune à pois rouges, un repas au restaurant et la bise de Miss Poitou-Charentes.

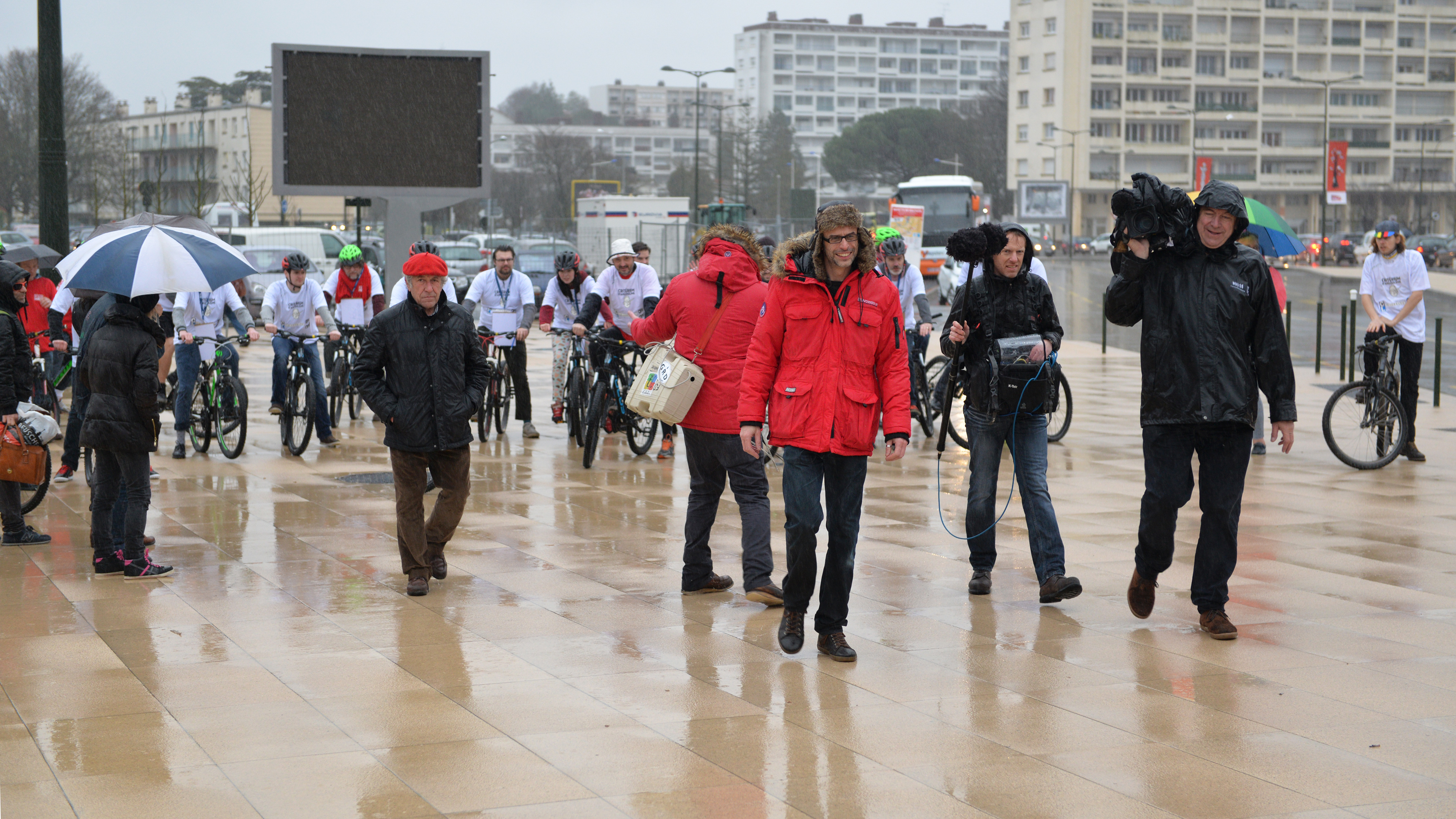
Nix mène les participants au départ.
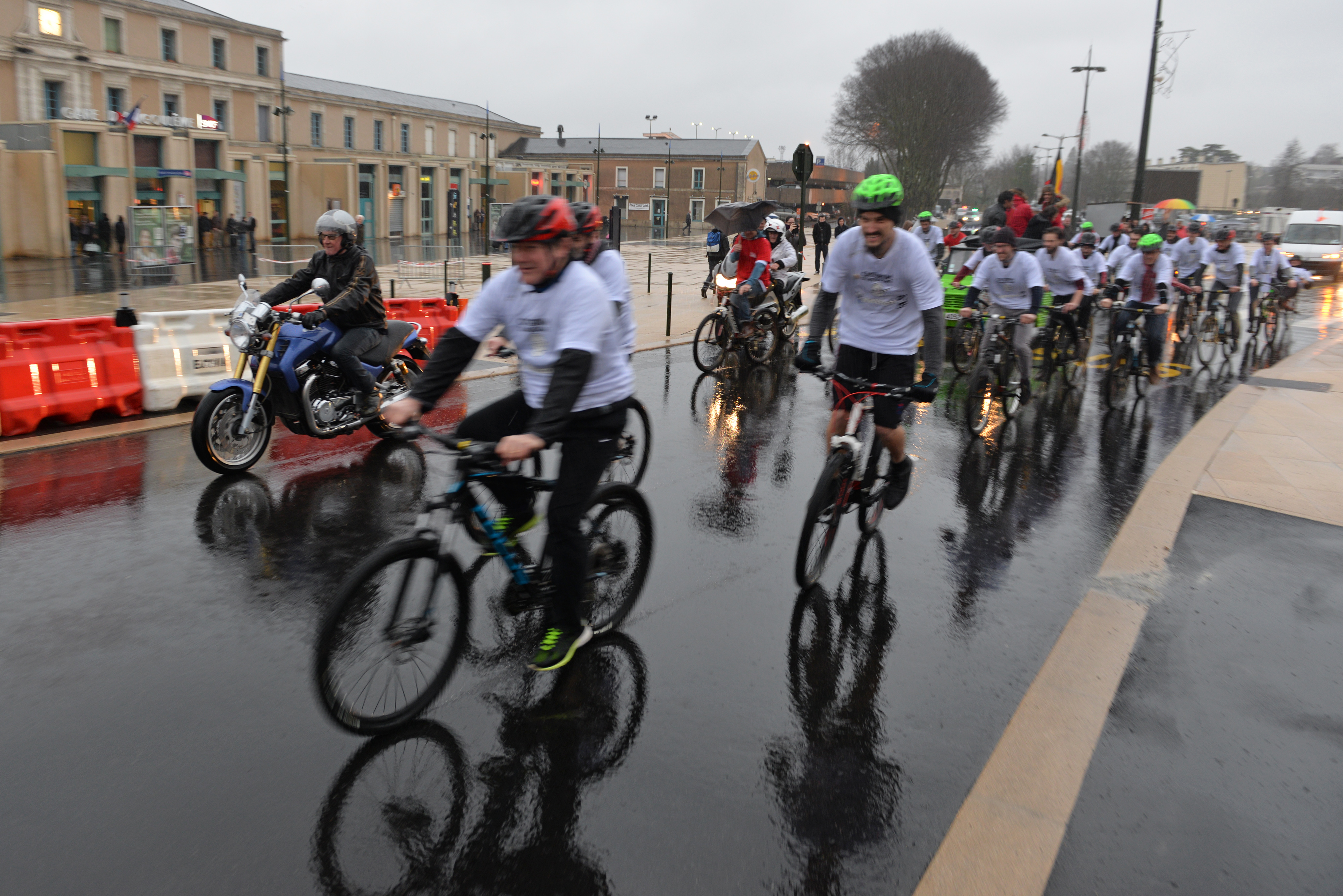
Départ de la course devant la gare.
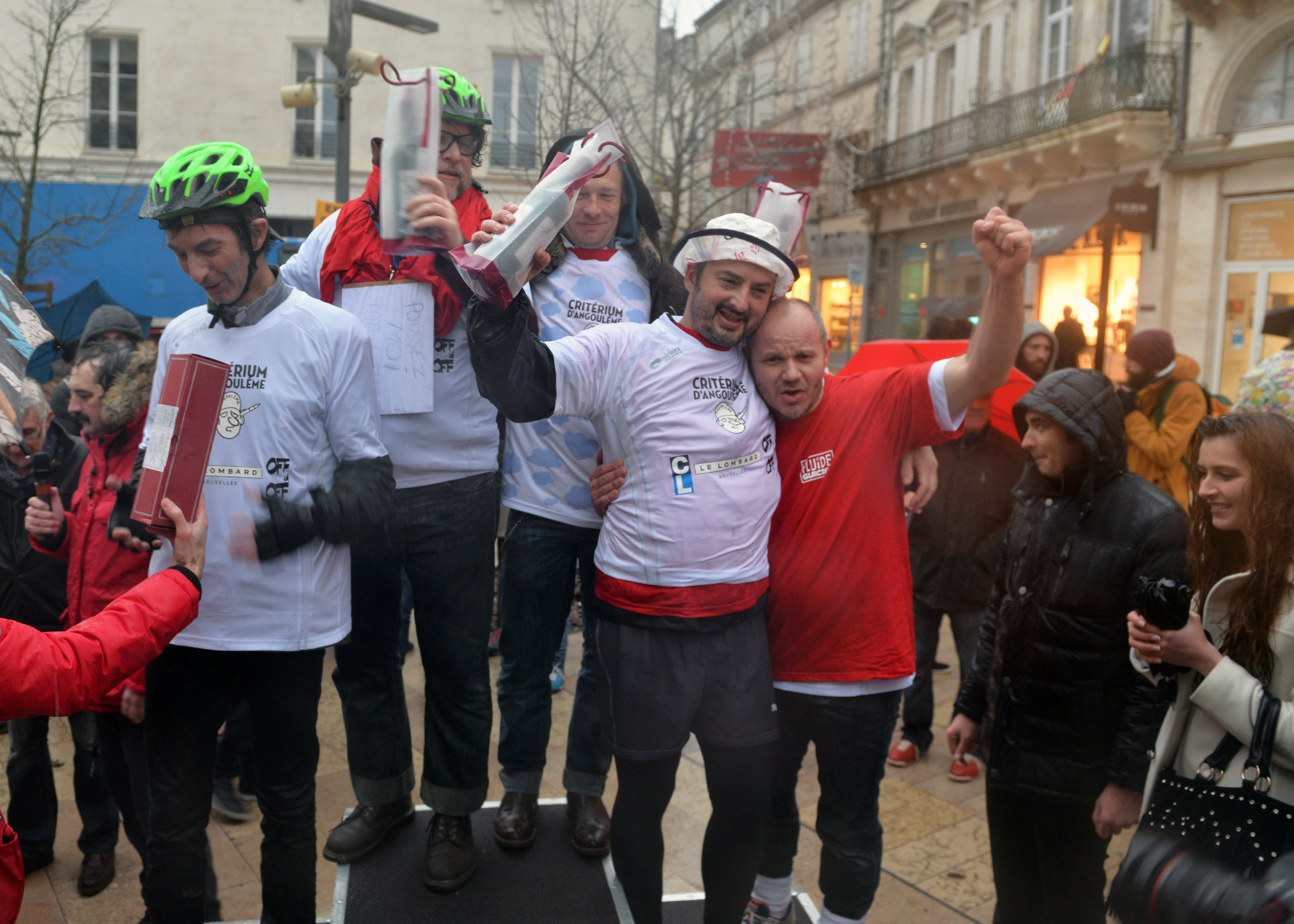
Podium des prix spéciaux, avec Lindingre et Bouzard se congratulant.

### Expositions

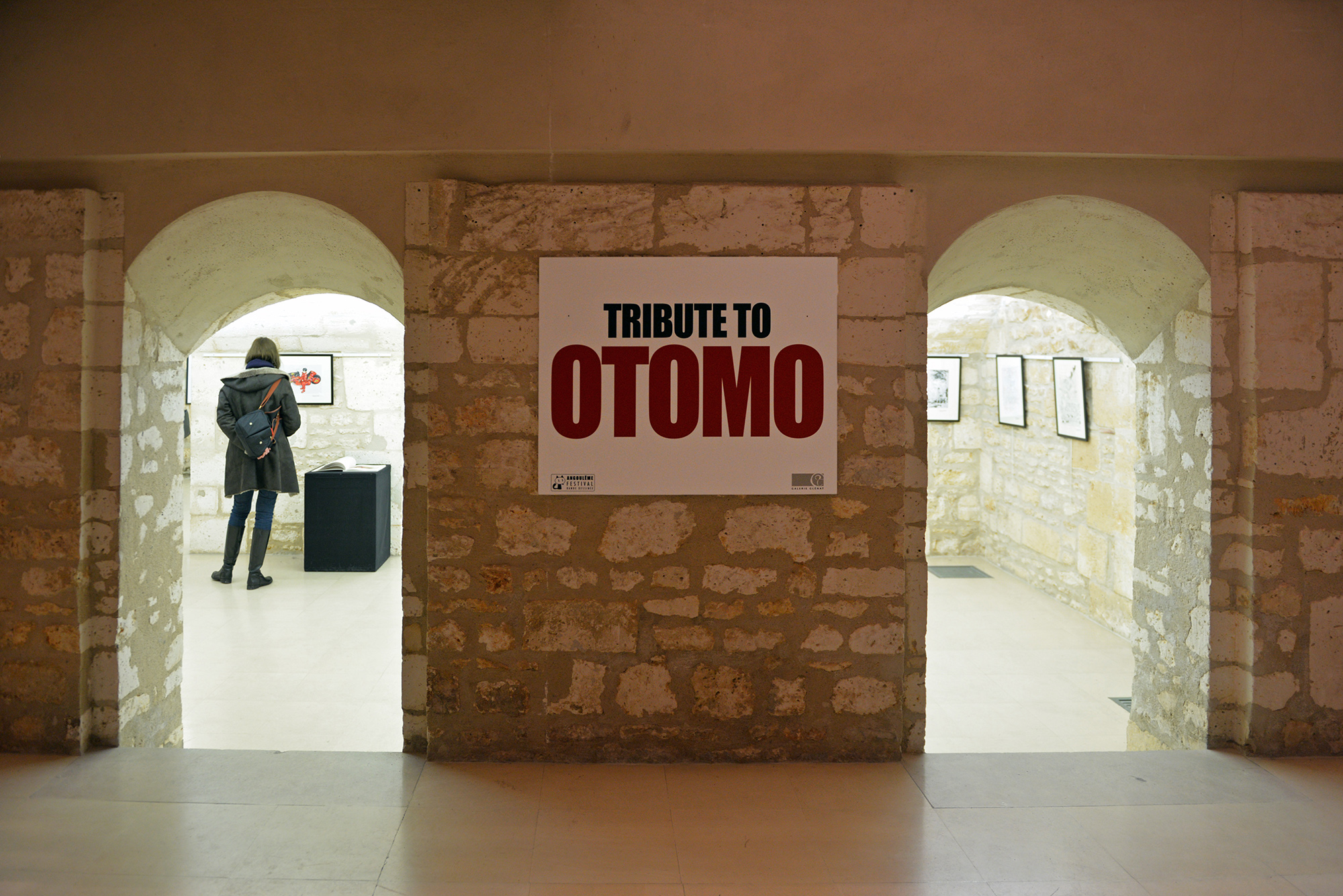
Entrée de l'exposition hommage à Katsuhiro Otomo.

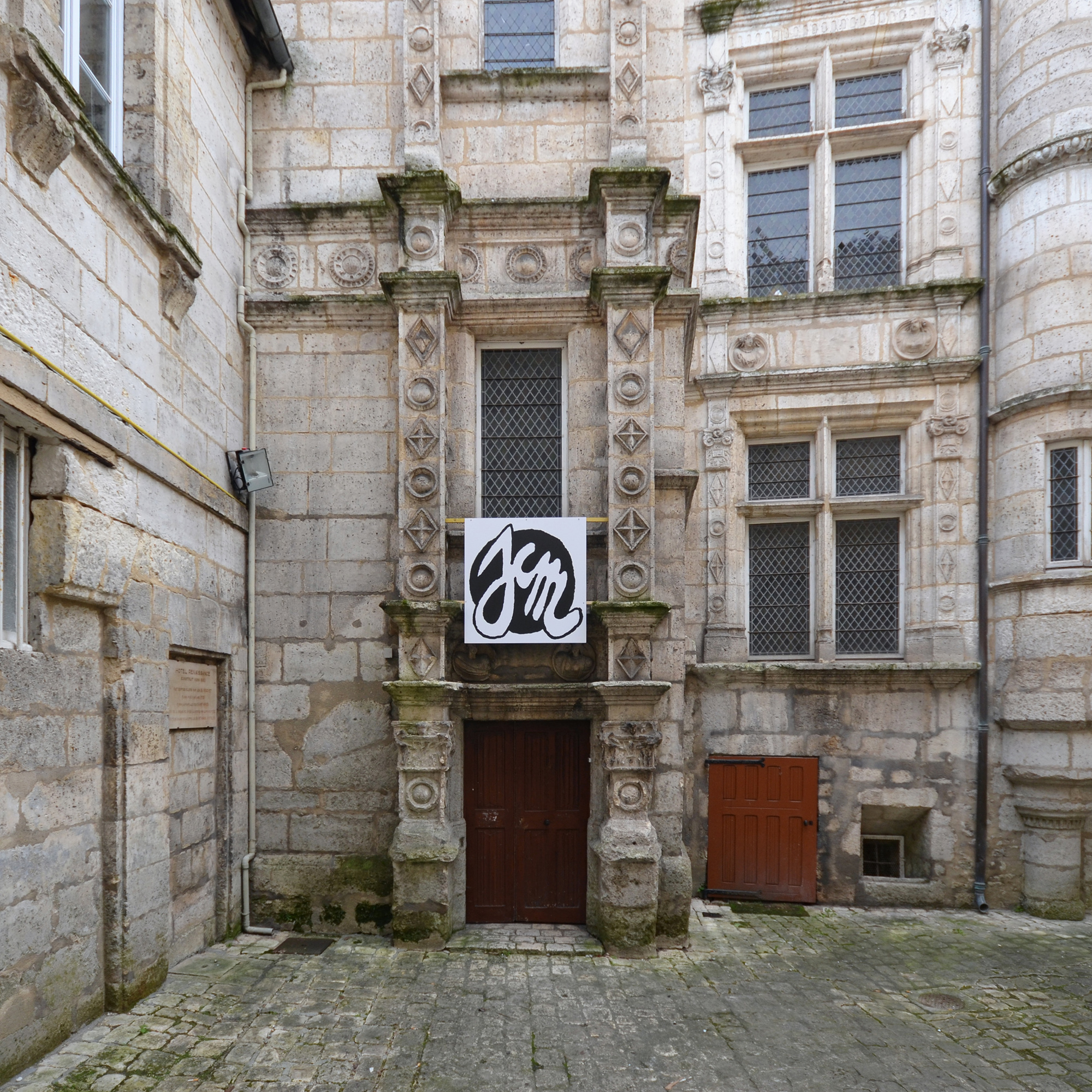
Entrée de l'exposition Jean-Christophe Menu.

- Hommage à Katsuhiro Ōtomo par une quarantaine d'auteurs[13]
- L’Art de Morris, l’homme qui inventa Lucky Luke au Musée de la bande dessinée d'Angoulême
- Lastman : universe au Quartier Jeunesse, Chais Magelis
- Jean-Christophe Menu, Hôtel Saint-Simon [14]
- Hugo Pratt, Rencontres et passages à l'Espace Franquin, salle Iribe
- Interduck - Dockumenta, exposition d'une centaine d’œuvres de ce collectif allemand qui revisite l'histoire de l'art en y introduisant des canards inspirés par le personnage de Donald et sa famille, Musée d'Angoulême
- Hommage à Katsuhiro Otomo, caves du théâtre d'Angoulême
- Hibana, coulisses d'un magazine manga, Quartier Asie
- Li Chi Tak, un sorcier à Hong-Kong, Quartier Asie
- Coyote, 20 ans de bulles et de motos (et de pin-up !), exposition de ses dessins sur les panneaux électoraux.

### Rencontres
- Les Rencontres internationales dans l'auditorium du Conservatoire.
- Les Rencontres Télérama au forum du Nouveau Monde.
- Rencontres Littérature et bande dessinée à la Médiathèque L'Alpha.
- Rencontres Jeunesse dans le Quartier Jeunesse.
- Tables rondes à l'Espace Franquin.

### Spectacles et projections
- De la bande dessinée au cinéma : 
  - Avant-première de Paul à Québec, film réalisé par François Bouvier d'après l'album de Michel Rabagliati.
  - Akira réalisé par Katsuhiro Otomo.
  - Adaptations des aventures de Lucky Luke en films d'animation.

### ExpositionsOff
- 100 maisons - Cité des abeilles, L'essai, LIP des héros ordinaires et Être là, Maison des Peuples et de la Paix.
- Le Seigneur des Sables dans la Cathédrale Saint-Pierre d'Angoulême.
- Aquaviva, Tour ronde de l'Hôtel de Ville.

## Polémiques

### Polémique relative à l'absence de femmes parmi les auteurs nommés au Grand prix
Le 5 janvier, l'organisation du festival d'Angoulême dévoile une liste de trente auteurs nommés pour le Grand prix, dans la lignée des trois années précédentes. Celle-ci reprend les vingt-six auteurs présents l'année précédente, moins le lauréat Katsuhiro Ōtomo et la seule femme de la liste, Marjane Satrapi, en y ajoutant six noms : Brian Michael Bendis, François Bourgeon, Carlos Giménez, Frank Miller, Riad Sattouf et Naoki Urasawa. 
| - Brian Michael Bendis - Christian Binet - Christophe Blain - François Bourgeon - Charles Burns - Pierre Christin - Daniel Clowes - Richard Corben - Cosey - Étienne Davodeau | - Nicolas de Crécy - Édika - Carlos Giménez - Emmanuel Guibert - Hermann - / Alejandro Jodorowsky - Stan Lee - Milo Manara - Taiyō Matsumoto - Lorenzo Mattotti | - Frank Miller - Quino - Riad Sattouf - Joann Sfar - Bill Sienkiewicz - Jirō Taniguchi - Naoki Urasawa - Jean Van Hamme - Chris Ware |

L'absence de femmes dans la première sélection de trente auteurs réalisée par l'organisation conduit le Collectif des créatrices de bande dessinée contre le sexisme à appeler au boycott,, appel rapidement relayé par de nombreux auteurs et autrices, dont dix auteurs présents dans la sélection : Riad Sattouf, Daniel Clowes, Charles Burns, Étienne Davodeau, Pierre Christin, Milo Manara, Brian Michael Bendis, Christophe Blain, Chris Ware et Joann Sfar. La ministre de la Culture française, Fleur Pellerin, se déclare « très perturbée » : « c'est quand même un peu étonnant — même si, probablement, les femmes sont sous-représentées parmi les auteurs de bandes dessinées — qu'on n'ait pas trouvé sur trente noms, un seul de femme à honorer ». À la suite de ces critiques, et tout en avançant que l'absence de femmes parmi les grands noms de la bande dessinée est un « fait historique », le délégué général du festival Franck Bondoux annonce la réintroduction d'autrices dans la liste. Le nom des six autrices ajoutées est dévoilé le 7 janvier.
| - Lynda Barry - Julie Doucet | - Moto Hagio - Chantal Montellier | - / Marjane Satrapi - Posy Simmonds |

Montellier et de nombreuses autrices critiquent ce qu'elles perçoivent comme un lot de consolation, tout en regrettant par ailleurs l'arrogance de Bondoux et le fait que la presse ait donné beaucoup plus d'importance aux auteurs ayant soutenu les créatrices protestant contre le sexisme qu'à la parole des autrices elles-mêmes. Quelques heures après le dévoilement de cette nouvelle sélection, un nouveau communiqué annonce que le vote est désormais libre, sans sélection préalable, hors auteurs déjà lauréats du Grand prix ou d'un Grand prix spécial, avec un premier tour du 13 au 17 janvier et un deuxième tour du 20 au 24 janvier.

### Refus de l'ordre des Arts et des Lettres
Le 28 janvier, à l'issue de sa visite du festival, Fleur Pellerin, ministre de la Culture et de la communication, a annoncé avoir décidé d'élever huit auteurs au rang de chevalier des Arts et des Lettres : Jul' Maroh, Chloé Cruchaudet, Aurélie Neyret, Tanxxx, Marguerite Abouet, Christophe Blain, Mathieu Sapin, Riad Sattouf. Enfin, l’éditeur Jacques Glénat a quant à lui été élevé au rang d'officier. Sur leurs blogs, Jul' Maroh et Tanxxx ont annoncé refuser cette distinction, suivis par Aurélie Neyret et Chloé Cruchaudet.

### Polémique autour de la soirée de remise de prix

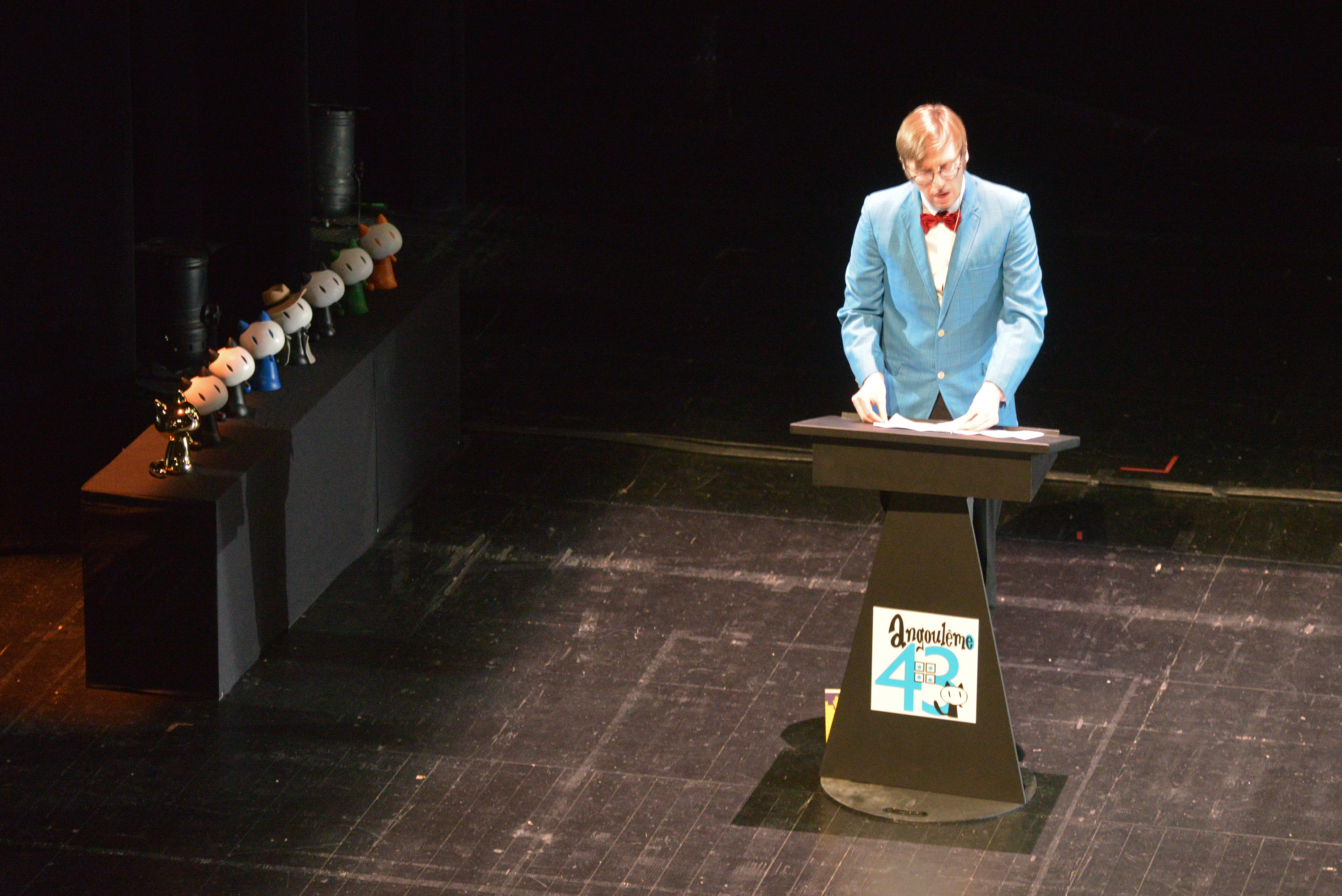
Richard Gaitet présentant la cérémonie.

La soirée des récompenses du festival n'a pas été du goût de tous. Avant que le palmarès soit dévoilé, l'animateur, Richard Gaitet, qui portait un costume inspiré de celui du personnage Fantasio, a annoncé un palmarès absurde récompensant non les albums, mais les félins présents dans ces derniers, en référence aux fauves de la bande dessinée. Le trait d'humour n'a pas été compris immédiatement par tous, aboutissant à un quiproquo qui a blessé des éditeurs et des auteurs, d'autant que la liste des faux fauves, comme on les appelés ensuite, était puisée dans la liste des albums nommés pour les véritables récompenses. L'auteur du canular a publié dans Le Monde une tribune dans laquelle il a reconnu avoir commis une erreur.
Le collectif Mauvaise foi, vainqueur du Prix de la bande dessinée alternative, a par la suite soutenu Richard Gaitet et fait remarquer que les lauréats étaient au courant de leur prix avant la cérémonie : « ce sont surtout les gens qui n’y étaient pas qui se sont offusqués : nous, on a ri, nos voisins ont ri ».